# Viforul
Viforul este o piesă de teatru din 1910; o dramă în patru acte scrisă de Barbu Ștefănescu Delavrancea. 
Este a doua parte a Trilogiei Moldovei, care mai conține piesele de teatru Apus de soare (1909) și Luceafărul (1910). 
În Viforul, sensul și funcția istorică a personajelor sunt răsturnate; Ștefăniță, domn autoritar, a înfruntat complotul lui Luca Arbore. Spre deosebire de textul piesei, Luca Arbore a avut doi fii (și nu trei), Nichita și Toader - executați după decapitarea tatălui lor. Pârjolirea Țării Românești a avut loc după căsătoria cu doamna Toma iar otrăvirea lui Ștefăniță (dar și rolul doamnei în acest episod)  a fost doar prezumată în cronici. Potrivit Emiliei Milicescu, răstălmăcirea adevărului istoric ar constitui și „o posibilă denunțare a cârdășiei politicianiste din jurul lui Carol I”.
Viforul prezintă trei ani (1524 - 1527) din istoria Moldovei.

## Personaje
| ȘTEFĂNIȚĂ-VODĂ LUCA ARBORE LOGOFĂTUL TROTUȘANU VORNICUL CĂRĂBĂȚ PAHARNICUL SĂCUEANU POSTELNICUL COSMA ȘEARPE VISTERNICUL IEREMIA PÂRCĂLABUL PETRICĂ PÂRCĂLABUL CONDREA PÂRCĂLABUL BALOȘ SPĂTARUL HRANĂ COMISUL TOMA CĂȚELEANU BIVEL-LOGOFĂTUL ISAC | BIVEL-POSTELNICUL LUCA CÂRJE BIVEL-VISTIERNICUL SIMA CĂTĂLIN, TOADER, NICHITA copiii lui Arbore MOGÂRDICI ȚUGULEA MOGHILĂ DOAMNA TANA OANA CONTELE IRMSKY NICULINA UN COPIL DE CASĂ UN UNGUR UN VÂNĂTOR UN ARMAȘ Copii de casă, aprozi, vânători, bătăiași |